# Argia lacrimans
Argia lacrimans är en trollsländeart som först beskrevs av Hagen 1861.  Argia lacrimans ingår i släktet Argia och familjen dammflicksländor. Inga underarter finns listade i Catalogue of Life.